# Trafalgar-klass (ubåt)
Trafalgar-klass är en brittisk ubåtsklass som omfattar sex kärnreaktordrivna attackubåtar. Den första ubåten i klassen sjösattes år 1981 och kom i den brittiska flottans tjänst år 1983. Ubåtarna byggdes vid BAE Systems (fd.Vickers) varv i Barrow-in-Furness. Längden är 85,4 meter, bredden 9,8 meter och vikten är 4800 ton i ytläge. Besättningen är på 130 man.
Beväpningen består av Tomahawk- och Harpoon-robotar, Tigerfish- och Spearfishtorpeder, Stonewall- och Sea Urchin minor.